# Včela medonosná kazašská

Mapa rozšíření včely kazašské

Včela medonosná kazašská (Apis mellifera pomonella) je poddruh včely medonosné , pocházející z pohoří Ťan-šan v Kazachstánu ve Střední Asii. Včela kazašská je jen o něco menší než včela kraňská, vzhledově velmi podobná včele anatolské, ale s poměrně krátkým ochlupením a krátkým sosákem.

## Etymologie
Název pomonella navržený výzkumníky je odvozen od římské bohyně Pomony, ochránkyně zahrad, ovocných stromů a sadů, spojené s rozkvětem ovoce. Jméno Pōmōna zase pochází z latinského slova pōmus znamenající ovocný strom nebo ovoce. Oblast pohoří Ťan-šan  se nachází poblíž bývalého hlavního města Kazachstánu, Almaty, dříve nazývaného Alma-Ata, což znamená otec jablek, tato oblast byla popsána jako centrum pro divoké odrůdy jabloní Malus (Malus sieversii), ze kterých pocházejí světové kultivary jablek. Jabloně nejsou samosprašná a vyžadují opylování hmyzem, které obvykle poskytují včely.